# Sławomir
Sławomir ist ein polnischer männlicher Vorname slawischer Herkunft und leitet sich von den Worten słynny dzięki pokojowi (polnisch: "ruhmreich dank Frieden") ab. Er ist vorwiegend im polnischsprachigen Raum verbreitet. Namenstag wird am 17. Mai, 5. November und am 23. Dezember gefeiert.

## Namensträger
- Sclaomir, abodritischer Samtherrscher
- Slavomir, Fürst von Mähren
- Sławomir Majak, polnischer Fußballspieler
- Sławomir Mrożek, polnischer Schriftsteller und Dramatiker
- Sławomir Oder, polnischer Geistlicher, Bischof von Gliwice
- Sławomir Rawicz, polnisch-britischer Autor
- Sławomir Rogucki, polnischer Politiker
- Sławomir Skrzypek, polnischer Ökonom
- Sławomir Szmal, polnischer Handballspieler und -funktionär
- Sławomir Wojciechowski, polnischer Fußballspieler
- Sławomir Zapała, polnischer Sänger und Schauspieler
- Sławomir Zawada, polnischer Gewichtheber
- Sławomir Mentzen, polnischer Politiker